# 7749 Jackschmitt
7749 Jackschmitt è un asteroide della fascia principale. Scoperto nel 1988, presenta un'orbita caratterizzata da un semiasse maggiore pari a 2,6329030 UA e da un'eccentricità di 0,3593288, inclinata di 29,37616° rispetto all'eclittica.